# Ciudad Cooperativa Cruz Azul
Ciudad Cooperativa Cruz Azul, appelée aussi Ciudad Cruz Azul est une ville industrielle du Mexique, dans l'État d'Hidalgo.